# メストリ・マルサル
メストリ・マルサル（ポルトガル語：Mestre Marçal 1930-1994）は、ブラジルのサンバミュージシャン。またエスコーラ・ジ・サンバ（以下エスコーラ）における、バテリア（打楽器隊)のヂレトール（ディレクター・指揮者のこと）として活躍した。人々から人格者として尊崇されメストリ（マスター、師匠)の称号を与えられ、メストリ・マルサルと呼ばれるようになった。現在でも彼を慕うサンバファンが多く神様とまでいわれる。また、彼こそ真のサンビスタだといわれる。
マルサルの名は父子三代続く名門として知られる。父親のアルマンド・マルサルは、ビヂとの共作「今は灰」などで知られるミュージシャンであった。彼はその血を引継ぎ、二代目として次第にミュージシャンとして活動する。1939年、9歳の時にサンバの集まりに父親と同行したのがサンバ活動のきっかけだといわれる。父アルマンドは、ヘクヘイオ・ヂ・ハモス（現インペラトリス・レオポルヂネンシ）というエスコーラの会長であったが、1947年6月20日にアルマンドが死去した。彼は1949年に父の代役としてラジオ番組に招かれ始めてプロミュージシャンとなる。以降、1969年まで20年間にリズム楽器奏者として活動した。
プロとして活動するに並行して、彼はエスコーラにおいても活躍する。ヘクヘイオ・ヂ・ハモスをきっかけに、ウニドス・ダ・カペラに2年した後、インペリオ・セハーノに5年在籍したが、ここで彼はオーケストラ用のティンパニーを取り入れたことで知られる。1967年にポルテーラに移籍した。1975年にミュージシャンとしてソロアルバム「マルサル、ビヂ・マルサルを歌う」を発表。それがきっかけでカエターノ・ヴェローゾやシコ・ブアルキのアルバムにも参加したが、次第にサンバ界の一部から冷ややかに見られるようになったといわれる。1981年にはバテリーアのヂレトールとなるが、ポルテーラ内部などから嫉妬する者によって1986年にはポルテーラから追われた。1987年から3年間はウニドス・ダ・チジューカに在籍した。
彼のサンバにかける信念は相当なもので他の追随を許さず、いいかげんな妥協は一切許さなかった。打楽器隊の中で、少しでも違った音を出すとすぐに誰かわかったという。また各エスコーラのバテリーアの音にも非常に了知していた。
よく、「マルサルこそ真のサンビスタだ」といわれるが、彼は「俺にとってサンバは宗教と同じで神聖なもの、また食卓や人生そのもの。自分の人生60年のうち、50年はサンバに捧げてきたし、真面目にサンバと向き合ってきたから、いいかげんなことはできない」と言った言葉が残っている。
なお、彼の息子は、祖父と同じアルマンド（祖父と区別するためアルマンヂーニョともいわれる）と名付けられ、パット・メセニーなどのパーカッショニストとして活動、また2007年にはソロアルバムも出している。